# Gheorghe Asachi
Gheorghe Asachi (také Asaki, 1. března 1788 – 12. listopadu 1869) byl rumunský osvícenský spisovatel, básník, malíř, historik a překladatel, jeden z nejvýznačnějších intelektuálů své generace.

## Život
Ve své době byl respektovaným novinářem a politikem (přes své velmi konzervativní názory, zastávající se ruské přítomnosti v Rumunsku), jeho význam spočívá především v ustavení velmi vlivného časopisu Albina Românească a vytvoření první rumunské akademie Academia Mihăileană, která nahradila výuku podle řeckých vzorů za rumunskou v západním duchu.
Asachi rozvinul velkou osvětovou činnost, zakládal školy s moldavským vyučovacím jazykem, bojoval za studium přírodních věd. V roce 1835 byla za heho aktivní účasti v Jasech otevřena Michailjanská akademie, přeměněná později na univerzitu.

## Dílo
Jeho literární dílo je na pomezí romantismu a klasicismu, jeho jazyk je ale velmi stylizovaný, archaický a užívající tvary z moldavštiny. Jeho raná díla, rozsáhlé básně podle italských vzorů, se odehrávají ve fiktivní zemi zvané Dochia, založené na reáliích staré Dácie, fiktivní zápisy o činech Ivana Mazepy v Moldávii a podobně. Jeho čistě beletrická díla nejsou příliš kvalitní, jde především o napodobeniny cizích vzorů, přesto měly velký vliv. Je také pokládán za zakladatele rumunského jazykového purismu, podílel se také na vzniku rumunského divadla.
Asachi rozvinul velkou osvětovou činnost, zakládal školy s moldavským vyučovacím jazykem, bojoval za studium přírodních věd. V roce 1835 byla za heho aktivní účasti v Jassích otevřena Michailjanská akademie, přeměněná později na univerzitu.